# 駕駛員冰川
73°16′S 163°36′E / 73.267°S 163.600°E
駕駛員冰川是南極洲的冰川，位於維多利亞地的博克格雷溫克海岸，全長40公里，最終在航海家冰原島峰附近注入飛行員冰川，由新西蘭探險隊命名。